# Riffraff
Riffraff  è un film del 1936 diretto da J. Walter Ruben e interpretato da Jean Harlow e Spencer Tracy.

## Trama

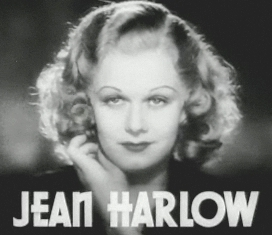
Jean Harlow nel ruolo di Hattie

## Produzione
Il film fu prodotto dalla Metro-Goldwyn-Mayer (MGM) (controlled by Loew's Incorporated).

## Distribuzione
Venne distribuito dalla Loew's che lo fece uscire nelle sale cinematografiche USA il 3 gennaio 1936. In Portogallo, il film prese il titolo Glória de Mandar, distribuito il 31 maggio 1938.